# Гундульф (майордом)
Гундульф (лат. Gundulfus; вторая половина VI века) — франкский герцог, майордом Австразии при короле Теодеберте II (правил в 596—612 годах).

## Биография
Гундульф происходил из знатного галло-римского рода. О его предках современные ему исторические источники сообщали, что те принадлежали к сенаторскому сословию. Среди ближайших родственников Гундульфа был святой Григорий Турский: его бабка по материнской линии приходилась сестрой Гундульфу. Из сочинений Григория Турского известно, что родителями его бабки по матери были сенатор из Женевы Флорентин и Артемия, дочь святого Рустика, а братом — святой Ницетий.
По свидетельству, содержащемуся в написанной Григорием «Истории франков», Гундульф сначала занимал должность доместика, а при короле Австразии Хильдеберте II был удостоен герцогского титула.
Возможно, первое упоминание о Гундульфе в источниках может быть отнесено к 575 году. Этим временем датировано послание епископа Парижа Германа к королеве Брунгильде с просьбой убедить её супруга Сигиберта I прекратить братоубийственную войну. В документе, сохранившемся в составе сборника «Австразийские письма», упоминается, что его подателем королеве был знатный человек (лат. servus vester) Гундульф.
В 581 году Гундульф был послан в Прованс для подавления мятежа ректора Динамия, намеревавшегося передать город Марсель королю Бургундии Гунтрамну. Это королевское поручение герцогом было успешно выполнено: Гундульф захватил в плен Динамия, восстановил на марсельской кафедре изгнанного мятежниками епископа Теодора и возвратил город под власть короля Австразии.
В 583 году Хильдеберт II снова направил Гундульфа в Прованс, где бургундское войско под командованием герцога Гунтрамна Бозона осаждало Авиньон. Это осада была вызвана поддержкой управляющим города, герцогом Муммолом, претендента на престол Гундовальда. Хильдеберт II, хотя и был врагом Гундовальда, не желал, чтобы войско короля Гунтрамна держало в осаде какой-либо из его городов. В Провансе герцог Гундульф смог воспользоваться разногласиями среди сторонников Гундовальда: он избавил Авиньон от осады, взял под стражу Муммола и отвёз его в Клермон.
На основании данных, содержащихся в «Житии святого Арнульфа», современными историками герцог Гундульф идентифицируется с одноимённым дядей Арнульфа Мецского. Этот Гундульф, воспитатель и опекун своего племянника, был представителем очень знатной галло-римской семьи. Занимая лидирующее положение при дворе правителя Австразии, он возглавлял группу противников королевы Брунгильды и около 600 года (во время короля Теодеберта II) обладал должностью майордома. По ходатайству воспитателя Арнульф в конце VI века получил от австразийского монарха свою первую государственную должность. В ходе исследований других документов, освещающих вопрос о происхождении Арнульфингов, также предпринимаются попытки идентифицировать герцога Гундульфа и с другими одноимёнными лицами, жившими в конце VI — начале VII века: епископом Меца Гундульфом и епископом Маастрихта
святым Гундульфом. Однако противоречивость сведений, представленных в этих позднейших источниках, не позволяет исследователям прийти к единой точке зрения.
Хотя в современных ему источниках Гундульф не упоминается как майордом, именно с него историки ведут непрерывную цепь тех лиц, полномочия которых как майордомов распространялись на всю территорию Австразии. Вероятно, возвышению майордомов во всех франкских королевствах в конце VI века способствовало малолетство монархов этого времени — Теодеберта II, Хлотаря II и Теодориха II. Следующим лицом, называемым в исторических источниках майордомом Австразии, был Радон, назначенный на эту должность в 613 году.